# Genesee & Wyoming Inc
De Genesee & Wyoming Inc (G&W) is een Amerikaans bedrijf dat zich hoofdzakelijk bezighoudt met goederenvervoer per spoor. G&W exploiteert ruim 100 spoorwegbedrijven in de Verenigde Staten, Canada, Bolivia en Nederland. Tevens verzorgt G&W het rangeerwerk in 16 havens in Noord-Amerika en Europa, vervoert men steenkool vanuit het Power River Basin, en levert het bedrijf rangeerdiensten in industriegebieden.

## Oorsprong
De oorsprong van de G&W ligt in de staat New York. In 1894 werd een 23 kilometer lange spoorlijn aangelegd tussen de plaatsen Retsof en Caledonia. Belangrijkste reden voor de aanleg was de zoutmijn in Retsof. Al snel ging het mis en raakte het spoorwegbedrijfje failliet. In 1899 namen Edward Fuller en enkele investeerders de spoorlijn over. Op deze manier stelden ze het vervoer van zout vanuit hun zoutmijn veilig. Ze hernoemden de spoorlijn tot Genesee & Wyoming Railroad Company. De G&W bleef overigens wel zelfstandig functioneren.

## Leasemaatschappij
In de driekwart eeuw die volgde, bleef voor de G&W het zout het belangrijkste product. Ook de lengte van de spoorlijn bleef 23 kilometer lang. In 1977 echter nam Mortimer Fuller III – de achterkleinzoon van Edward – een meerderheidsbelang in de G&W. Het bedrijf ging zich richten op meerdere activiteiten, zoals de verhuur van zogenaamde covered hoppers ten behoeve van zoutvervoer. De houdstermaatschappij Genesee & Wyoming Industries werd opgericht; de spoorlijn werd hier een onderdeel van.

## Overnames
Toen in 1980 de Staggers Act werd aangenomen waarmee de overheid het spoorvervoer meer vrijheid gaf, startte de groei van G&W Industries. Grote spoorwegmaatschappijen begonnen met het afstoten van onrendabele trajecten en G&W Industries nam diverse lijnen van hen over. Een van die lijnen was een Baltimore & Ohio-traject van Rochester naar Silver Springs dat door G&W Industries werd overgenomen in 1986 en ondergebracht in het nieuwe spoorwegbedrijf Rochester & Southern (R&S). Naast het uitwisselen van wagons met CSX en Norfolk Southern, wisselde de Rochester & Southern ook wagons uit met de oorspronkelijke Genesee & Wyoming. Dit duurde echter tot 2003: toen werd de G&W onderdeel van de R&S en hield dus op te bestaan als apart spoorwegbedrijf. Overigens werden de oude werkplaatsen van de G&W nog steeds gebruikt voor het materieel van de R&S. Het spoorvervoer sindsdien verder richting het zuiden – met halverwege een aftakking naar een nieuwe zoutmijn – over onder andere een voormalige spoorlijn van de Lackawanna-spoorweg.
Genesee & Wyoming Industries werd in 1996 hernoemd tot Genesee & Wyoming Inc. Het rangeerbedrijf Rail Link – vooral actief in havens – werd overgenomen. In 1997 zette het bedrijf zijn eerste stappen buiten de Verenigde Staten: in Canada verwierven ze onder andere de Huron Central en in Australië de Australia Southern. In 2008 namen ze het Nederlandse bedrijf Rotterdam Rail Feeding over.
In juni 2010 kocht de G&W een transcontinentale spoorlijn door Australië van Adelaide naar Darwin.

## Verkoop
In 2019 werd Genesee & Wyoming Inc voor $ 8,4 miljard aangekocht door Brookfield Infrastructure en GIC. De Australische tak Genesee & Wyoming Australia (GWA) was reeds voor 48,9% in handen van Macquarie Infrastructure and Real assets (MIRA) en het Nederlandse pensioenfonds PGGM: beide partijen kochten begin 2020 ook de resterende 51,1% en hernoemden GWA tot One Rail Australia.